# Comité olympique congolais
Ne doit pas être confondu avec Comité national olympique et sportif congolais.
Le Comité olympique congolais (COC) est le comité national olympique de la République démocratique du Congo. Il a été créé en 1963 et est reconnu par le Comité international olympique depuis 1968.

## Histoire
Le comité est fondé le 28 novembre 1963 sous le nom de Comité olympique congolais et est reconnu par le Comité international olympique  en 1968 sous le nom de Comité olympique du Congo-Kinshasa pour éviter la confusion avec le Congo-Brazzaville. Il est renommé Comité national olympique zaïrois en 1970.
La république démocratique du Congo participe à ses premiers Jeux olympiques en 1968 à Mexico.
Depuis 2010, son président est Amos Mbayo Kitenge et son secrétaire général est Herman Mbonyo Lihumba depuis le 8 juillet 2017.

## Présidents
Les présidents du Comité sont, :
- 1963-1965 : Pius Longolamayi
- 1965-1971 : Kalala Odinga
- 1971-1972 : Emmanuel Elonga Mali-Mazungu[4]
- 1972-1975 : Sampassa Kaweta Milombe
- 1975-1980 : Nkanza Mayuku
- 1980-? : Boteti Nkok’ea Nkanga
- 1985-1987 : Lucien Tshimpumpu Wa Tshimpumpu
- ? : Bofassa Djema
- 2008 : Samuel Wembo Ossako
- 2009 : Jean Beya Wa Kabenga
- 2009 : Jacob Ndombe
- 2010 : Samuel Wembo Ossako
- depuis 2010- : Amos Mbayo Kitenge